# Søren Marinus Jensen
Søren Marinus Jensen (Skødstrup, Århus, Midtjylland, 5 de maig de 1879 - 6 de gener de 1965) va ser un lluitador danès que va competir a principis del segle xx. Va participar en tres edicions dels Jocs Olímpics i guanyà 4 medalles.
El 1906 va prendre part en els Jocs Intercalats d'Atenes, on guanyà les medalles d'or en les proves del pes pesant i la classe oberta.
El 1908 va disputar els Jocs de Londres, on guanyà la medalla de bronze de la categoria del pes pesant de lluita grecoromana, després de perdre contra Richárd Weisz en semifinals i guanyar a Hugó Payr en la lluita per la medalla de bronze.
Quatre anys més tard disputà els tercers i darrers Jocs, i tornà a guanyar una nova medalla de bronze, en aquesta ocasió en la categoria del pes pesant.